# Vatikánská fotbalová reprezentace
Vatikánská fotbalová reprezentace (italsky Selezione di calcio della Città del Vaticano) je fotbalový tým, který reprezentuje nejmenší stát světa – Vatikán. Tvoří ho výlučně amatéři – vatikánští policisté, pošťáci, vládní úředníci a členové Švýcarské gardy. Vatikán je jedním z pouhých devíti plně uznávaných suverénních států, jejichž národní tým není členem FIFA. Ostatními státy s tímto statusem jsou Monako, Tuvalu, Kiribati, Mikronésie, Nauru, Marshallovy ostrovy, Palau a Spojené království (ovšem Spojené království je tradičně reprezentováno týmy svých jednotlivých zemí: Anglie, Skotska, Walesu a Severního Irska, příp. i zámořských území).
Fotbalový svaz státu Vatikán byl založen v roce 1972. Současným prezidentem svazu je Domenico Ruggerio. V minulosti vedl vatikánský tým známý trenér Giovanni Trapattoni. Poprvé koučoval mužstvo studentů teologie, knězů a členů Švýcarské gardy 23. října 2010, kdy čelilo týmu složenému z italské finanční policie. Ten vedl italský trenér Roberto Donadoni.
V současnosti (k roku 2014) tým vede Ital Gianfranco Guadagnoli, bývalý fotbalový brankář. Hráči ho zvolili trenérem, protože během své kariéry nedostal ani jednu žlutou či červenou kartu.

## Historie
V roce 2000 papež Jan Pavel II. založil Vatikánské sportovní oddělení s cílem „oživit tradici (sportu) v rámci křesťanské komunity“. V roce 2006 kardinál Tarcisio Bertone navrhl, že by Vatikán mohl sestavit tým z mužů, kteří jsou ve Vatikánu na katolických seminářích. O této vyhlídce kardinál prohlásil: „Pokud vezmeme jen brazilské studenty z našich papežských univerzit, tak bychom mohli sestavit výborný tým.“ Kardinál také poznamenal, že na mistrovství světa ve fotbale 1990 v Itálii bylo 42 hráčů, kteří navštěvovali salesiánská střediska po celém světě. Například Marcelino Martínez, španělský hrdina Mistrovství Evropy ve fotbale 1964, byl bývalý seminarista. Byl to návrh právě kardinála Bertoneho, že hráči Vatikánu by byli verbováni z členů katolické církve po celém světě, nejen ze seminaristů či občanů Vatikánu. Nespecifikoval však, zda by jim Vatikán udělil občanství.
S nejmenší populací na světě, přibližně 900 občanů, je obtížné vytvořit kvalitní fotbalový tým. Vatikánský tým se navíc skládá výhradně ze státních zaměstnanců Vatikánu: policistů, poštovních zaměstnanců, vládních úředníků a členů Švýcarské gardy. Vzhledem k tomu, že většina občanů Vatikánu jsou členy Švýcarské gardy, nemohou se fotbalu věnovat neustále. Proto hrál tým jen několik mezinárodních zápasů. Když hrál svůj první oficiální mezistátní zápas v roce 2002, pouze jeden hráč – Marcello Rosatti – měl vatikánský pas. V roce 2006 byl Vatikán pozván k účasti na turnaji Viva World Cup, ale nemohl se ho zúčastnit, protože nebyl schopný dát dohromady patnáctičlenný tým. Celkově hrál Vatikán k roku 2014 pouze čtyři mezinárodní zápasy proti Monaku (v letech 2002, 2011, 2013, 2014). Jeden zápas skončil remízou a tři porážkou.

## První zápas týmu
Svůj první přátelský zápas hrál Vatikán proti rezervnímu týmu San Marina již v roce 1994. Konečný výsledek tohoto zápasu je oficiálně 0:0, ale Steve Menary ve své knize Outcasts: The Lands that FIFA Forgot (český překlad Nechtění: země, na které FIFA zapomněla) uvádí, že to není jisté, protože zasvěcení tvrdí, že skutečný výsledek byl 1:1. V roce 2006 Vatikán hrál přátelský zápas se švýcarským týmem SV Vollmond na stadionu Petriana a vyhrál ho 5:1.

## Fotbal ve Vatikánu
Vatikán oficiálně vyjadřuje velkou podporu fotbalu. Papež Jan Pavel II. byl údajně v mládí v Polsku brankářem. Papež Benedikt XVI. byl horlivým stoupencem týmu FC Bayern Mnichov, neboť vyrůstal v Bavorsku. Taktéž papež František byl velkým fanouškem fotbalu – např. když v Lize mistrů 2014/2015 hrál Bayern Mnichov proti domácímu AS Řím, přijal papež fotbalisty bavorského klubu na audienci.

## Dres
Aktuální dresy týmu dodává italská firma Diadora. Trenýrky jsou bílé, zatímco triko je žluté s úzkými modrými a bílými čárami kolem pravé horní části těla.